# Роберт Шуман
Ро́берт Шу́ман (нім. Robert Schumann; 8 червня 1810, Цвікау, Рейнський союз (Німеччина) — 29 липня 1856, Енденіх, передмістя Бонна, Німецький союз) — видатний німецький композитор-романтик, диригент, музичний критик та громадський діяч.

## Біографія

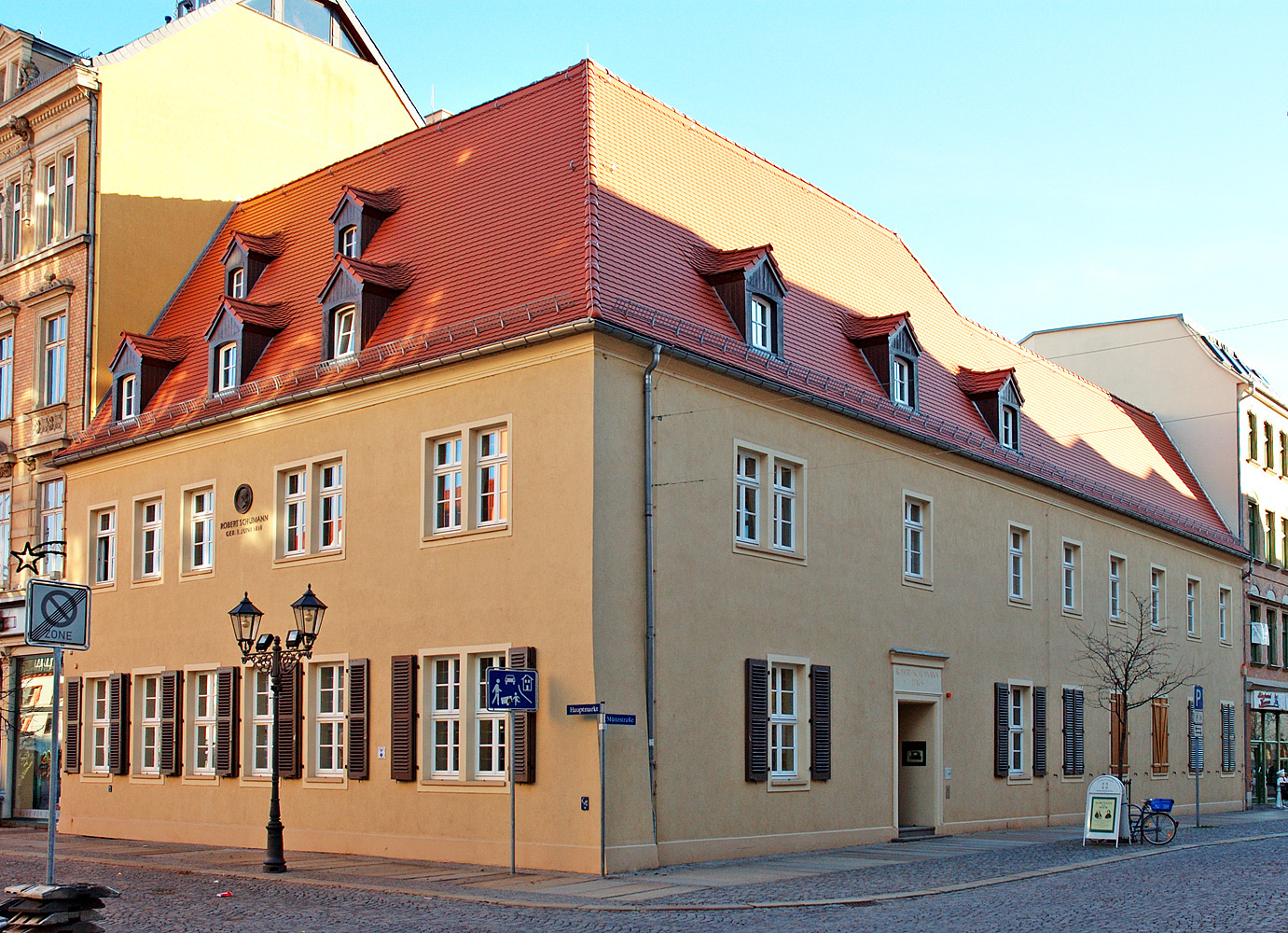
Будинок в Цвікау, де народився Роберт Шуман

Роберт Шуман народився у Цвікау 8 червня 1810 в сім'ї книговидавця Августа Шумана. Провчившись чотири роки в приватній школі, у 1820 році Роберт поступив до гімназії Цвікау і вчився там вісім років. Свою музичну освіту він почав у віці шести років, брав уроки музики у місцевого органіста, у віці 10 років почав компонувати, зокрема хорову й оркестрову музику. У гімназії познайомився з творами англійського поета Байрона і німецького поета Жан-Пауля (Жан-Пауль Фрідріх Ріхтер), ставши їх пристрасним прихильником. Настрої й образи цієї романтичної літератури згодом відбилися в музичній творчості Шумана. У 1827 році він потрапив під музичний вплив австрійського композитора Франца Шуберта і в тому ж році склав кілька пісень.
У дитинстві привчився до професійної літературної роботи, зокрема складав статті для енциклопедії, що виходила у видавництві його батька. А шкільні навчальні твори-реферати Шумана мали такий рівень, що посмертно надруковані були як додаток до зібрання його зрілих журналістських праць. У певний період юнацтва Шуман навіть вагався, чи ставати йому письменником, чи музикантом.

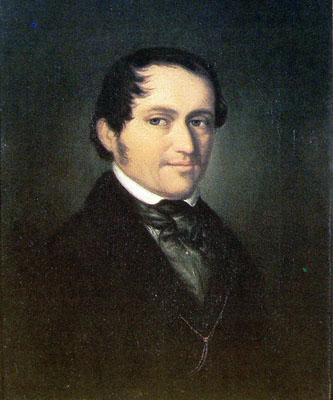
Фрідріх Вік

У 1828 році він вступив до Лейпцизького університету, а наступного року перейшов до університету Гейдельберга. Він думав стати юристом, але поступово музика переважила, й успіхи у фортепіанних заняттях вселили йому думку про кар'єру концертуючого піаніста. У 1830 році він отримав у матері дозвіл повністю присвятити себе музиці і повернувся до Лейпцига, де сподівався знайти відповідного наставника. Там він почав брати уроки фортепіано у Фрідріха Віка і композицій у Г. Дорна. Прагнучи стати справжнім віртуозом, він займався з фанатичною завзятістю, але саме це і привело до біди: експериментуючи з механічним пристроєм для зміцнення м'язів руки, він пошкодив палець, і довелося відмовитися від думки про професійну кар'єру піаніста. Тоді Шуман серйозно зайнявся композицією і одночасно музичною критикою. Знайшовши підтримку і співпрацю, Шуман зміг у 1834 заснувати одне з найвпливовіших музичних періодичних видань — «Новий музичний журнал» (Neue Zeitschrift für Musik), який протягом декількох років редагував і в якому регулярно публікував свої статті. Він зарекомендував себе прихильником нового й борцем з віджилим у мистецтві (принаймні, з тим старим, що було основою консерватизму й міщанства).

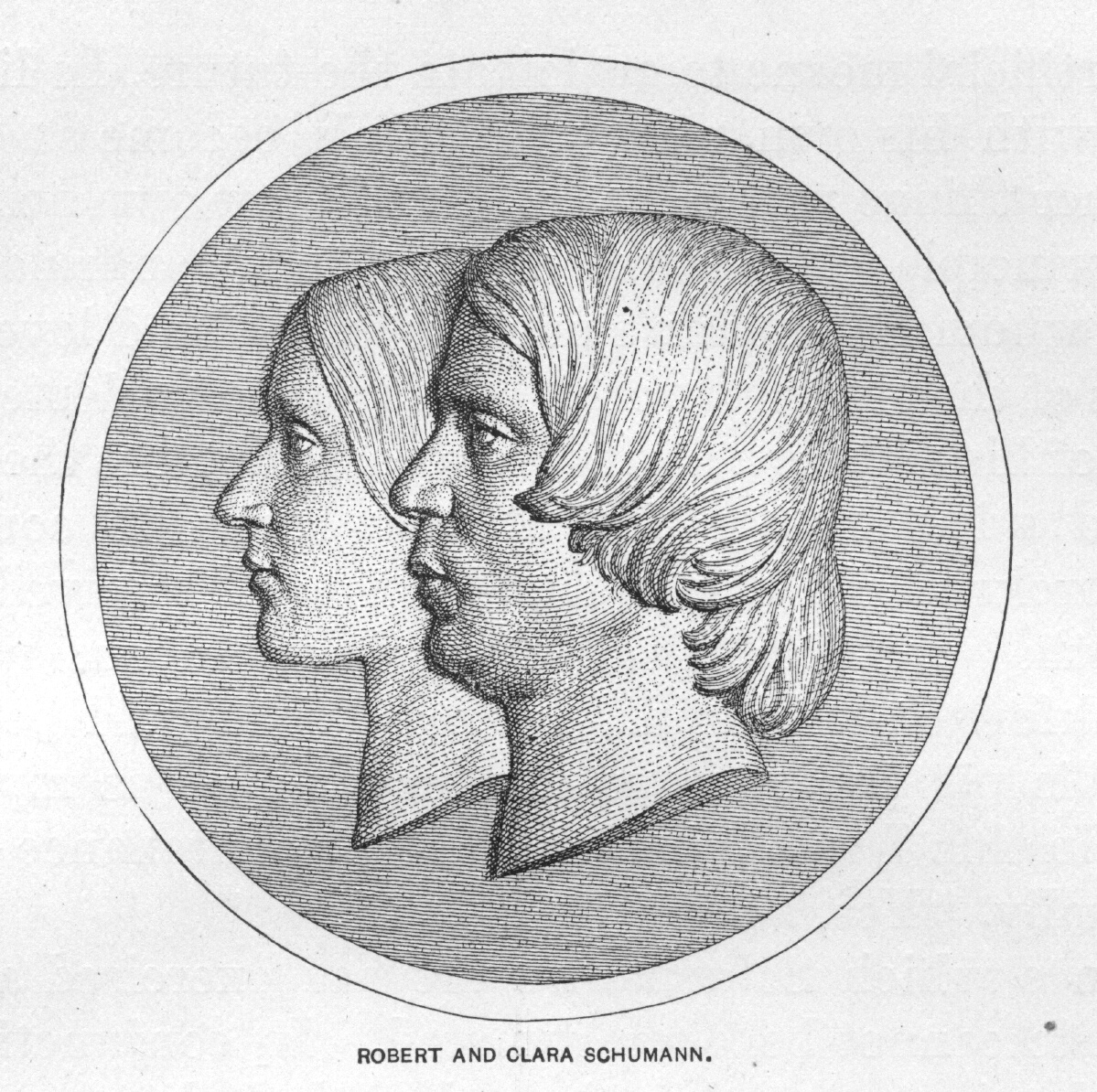
Роберт і Клара Шуман

У цей час Шуман закохався в дочку свого вчителя — Клару Вік, майбутню видатну піаністку. Молоді люди одружилися 12 вересня 1840 року. У рік одруження Шуман створив близько 140 пісень. Декілька років спільного життя Роберта і Клари протекли щасливо. У них народилося восьмеро дітей; Шуман супроводжував дружину в концертних поїздках, а вона часто виконувала музику чоловіка. Він продовжував компонувати та викладати, а з 1850 по 1853 рік керував концертним життям Дюссельдорфа (на посаді музичного директора). Проте, в 1854 після загострення душевної хвороби Шуман зробив спробу самогубства, і його довелося помістити до лікарні в Енденіху поблизу Бонна, де він помер 29 липня 1856 року.
На честь композитора названо астероїд головного поясу 4003 Шуман — відкритий 8 березня 1964 року.

## Творчість

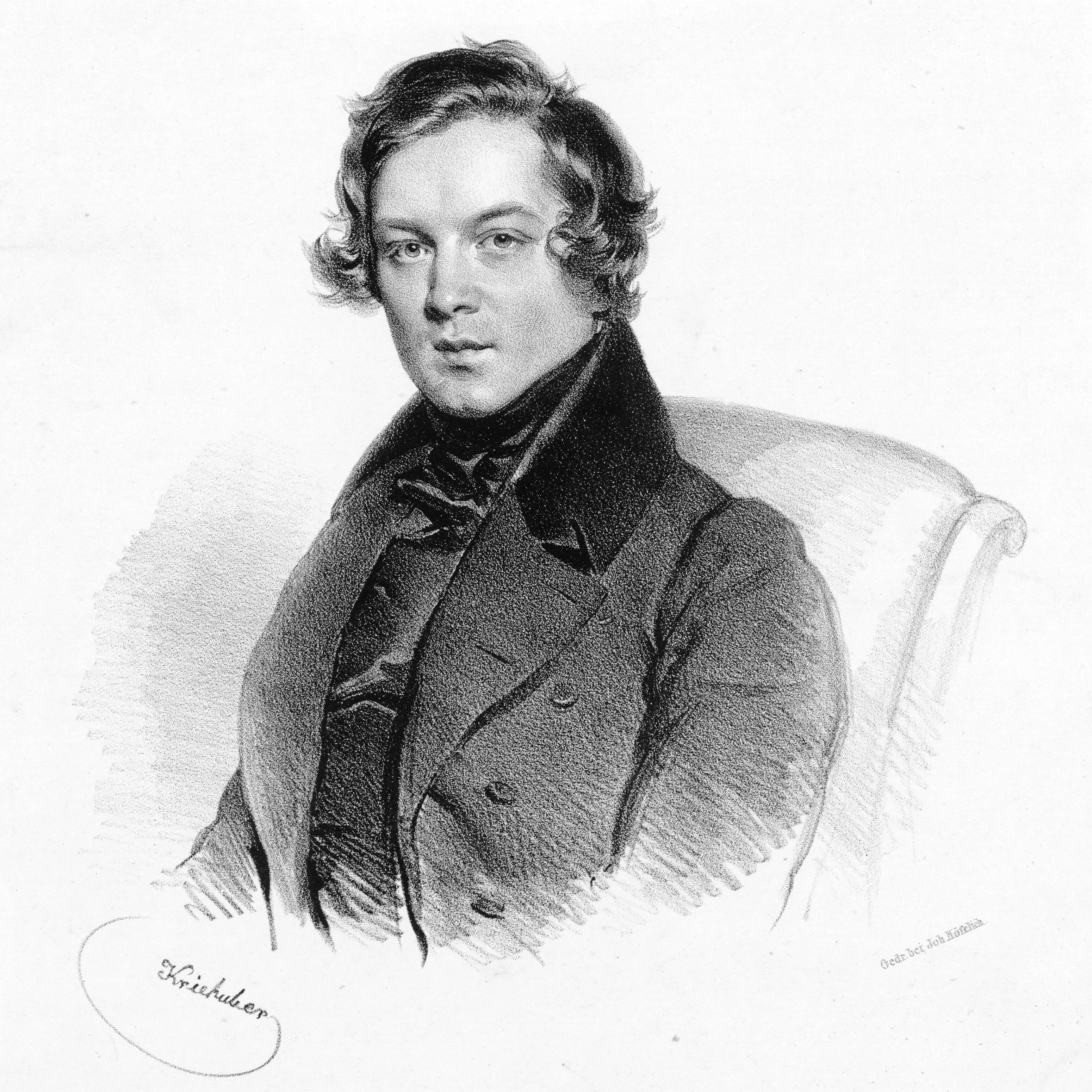
Роберт Шуман, 1839.

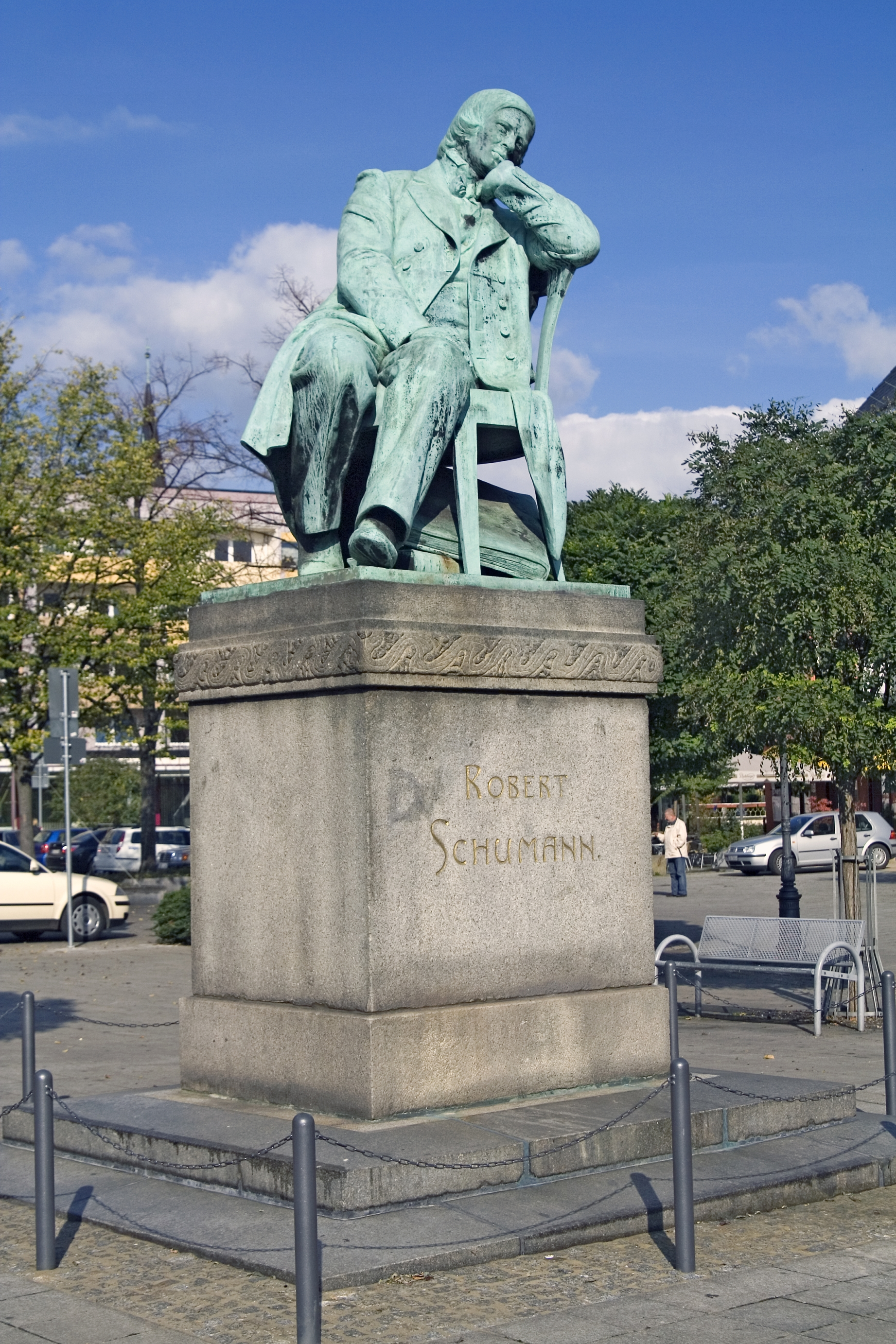
Пам'ятник Роберту Шуману в Цвікау

Шуман — один з яскравих представників романтичного мистецтва 19 століття. Багато в чому споріднена з поезією Г. Гейне, творчість Шумана кидала виклик духовній убогості Німеччини 1820-х — 40-х рр., кликала у світ високої людяності. Спадкоємець Франца Шуберта і К. М. Вебера, Шуман розвивав демократичні і реалістичні тенденції німецького і австрійського музичного романтизму. Його твори тісно пов'язані з традиціями німецької музичної класики. При цьому Шуман увійшов до історії музики як один з найсміливіших новаторів. Розширюючи межі і засоби музичної мови, він прагнув з повнотою і точністю передати, з одного боку, процеси духовного життя, з іншої — життя «зовні» — зв'язки і контрасти явищ, створюючи «драматургію» життя. Звідси, зокрема, його прагнення тісно зближувати музику з літературою, поезією.
Велика частина фортепіанних творів Шумана — цикли з невеликих п'єс лірико-драматичного, образотворчого і «портретного» жанрів, внутрішньо зв'язаних між собою і створюючих сюжетно-психологічну лінію. Один з найтиповіших циклів — «Карнавал» (1835), в якому строкатою плетеницею проходять сценки, танці, маски, жіночі образи (серед них Кіаріна — Клара Вік), музичні портрети Паганіні, Шопена. Близькі до «Карнавалу» цикли «Метелики» (1831, навіяні творчістю Жан-Пауля) і «Давідсбюндлери» (1837). Цикл п'єс «Крейслеріана» (1838, названий за ім'ям літературного героя Ернста Гофманна — музиканта-фантазера Йоганнеса Крейслера) належить до вищих досягнень Шумана. Світ романтичних образів, пристрасна туга, героїчний порив відображені в таких творах Шумана для фортепіано, як «Симфонічні етюди» («Етюди у формі варіацій», 1834), сонати (1835, 1835—38, 1836), Фантазія (1836—1838), концерт для фортепіано з оркестром (1841—1845). Разом з творами варіаційного і сонатного типів у Шумана є фортепіанні цикли, побудовані за принципом сюїти або альбому п'єс: «Фантастичні уривки» (1837), «Дитячі сцени» (1838), «Альбом для юнацтва» (1848) і ін.
У вокальній творчості Шуман розвивав тип ліричної пісні Ф. Шуберта. У тонко розробленому малюнку пісень Шуман відобразив деталі настроїв, поетичні подробиці тексту, інтонації живої мови. Значно зросла у Шумана роль фортепіанного супроводу, що дає багате окреслення образу і нерідко доводить зміст пісень. Найпопулярніший з вокальних циклів — «Любов поета» на вірші Г. Гейне (1840), що складається з 16 пісень, зокрема «Якщо б квіти вгадали», «Чую пісні звуки», «Я вранці в саду зустрічаю», «Я не серджуся», «У сні я гірко плакав», «Ви злі, злі пісні». Інший сюжетний вокальний цикл — «Любов і життя жінки» на вірші А. Шаміссо (1840). Різноманітні за змістом пісні входять до циклу «Мирти» на вірші Ф. Рюккерта, Й. В. Гете, Р. Бернса, Г. Гейне, Дж. Байрона (1840), «Круг пісень» на вірші Й. Ейхендорфа (1840). У вокальних баладах і піснях-сценах Шуман торкнувся вельми широкого круга сюжетів. Яскравий зразок цивільної лірики Шумана — балада «Два гренадери» (на вірші Р. Гейне). Деякі пісні Шумана — прості сценки або побутові портретні зарисовки: музика їх близька до німецької народної пісні («Народна пісенька» на вірші Ф. Рюккерта, та ін.).
В ораторії «Рай і Пері» (1843, на сюжет однієї з частин «східного роману» «Лалла Рук» Т. Мура), так само як в «Сценах з Фауста» (1844—53, по Й. В. Гете), Шуман близько підійшов до здійснення своєї давньої мрії про створення опери. Єдина закінчена опера Шумана «Геновева» (1848) на сюжет середньовічної легенди не завоювала визнання на сцені. Творчим успіхом з'явилася музика Шумана до драматичної поеми «Манфред» Дж. Байрона (увертюра і 15 музичних номерів, 1849). У 4 симфоніях композитора (т.з. «Весняна», 1841; 2-а, 1845—46; т.з. «Рейнська», 1850; 4-а, 1841—51) панують світлі, життєрадісні настрої. Чільне місце займають в них епізоди пісенного, танцювального, лірико-картинного характеру.

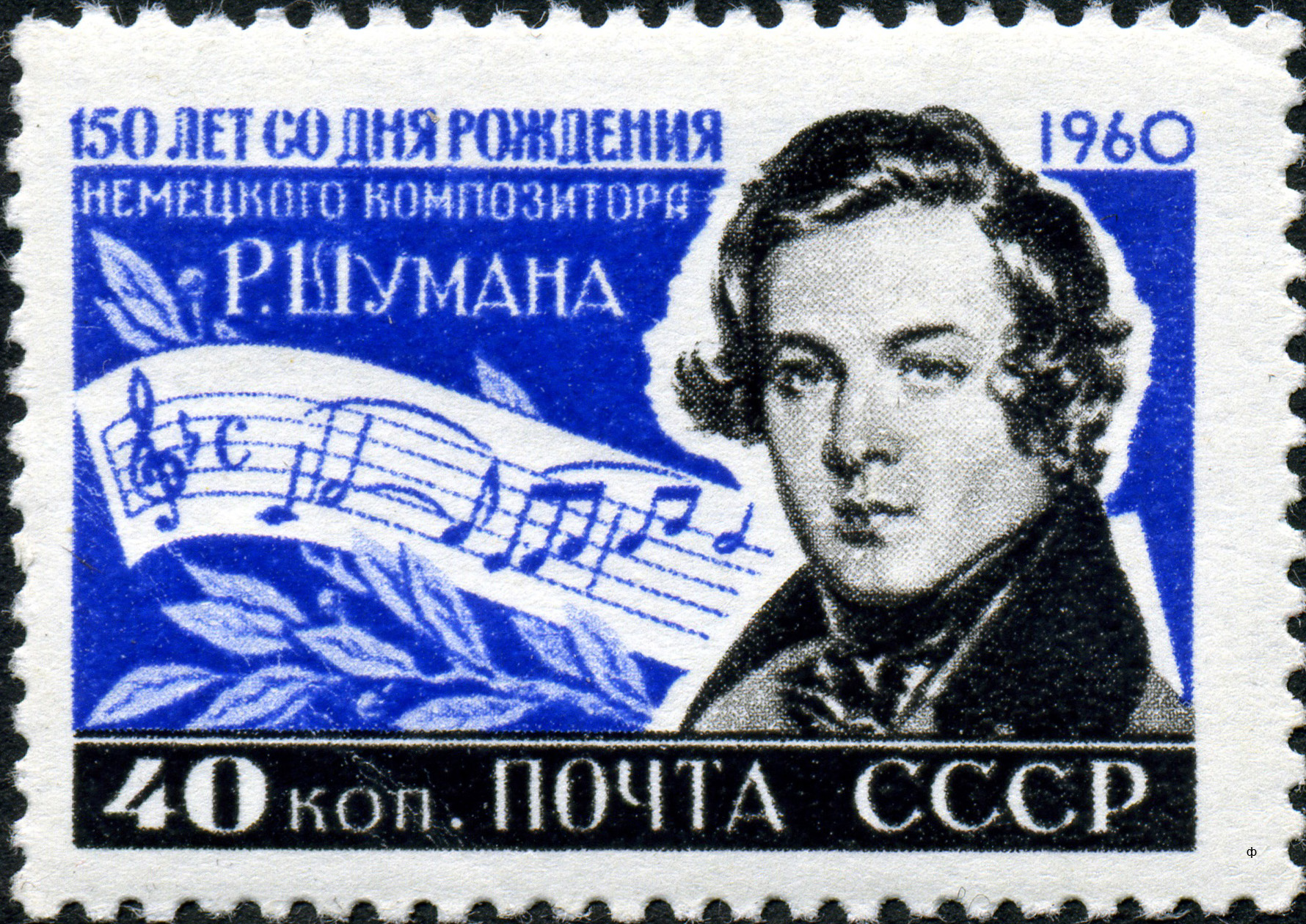
Радянська марка, випущена до 150-річчя від дня народження Шумана

Шуман вніс великий внесок до музичної критики. Пропагуючи на сторінках свого журналу творчість музикантів-класиків, борючись проти антихудожніх явищ сучасності, він підтримував нову європейську романтичну школу. Шуман батожив віртуозне франтівство, байдужість до мистецтва, що ховається під маскою доброчесності і фальшивої ученості. Головні з вигаданих персонажів, від імені яких виступав Шуман на сторінках друку, — палкий, несамовито зухвалий і іронічний Флорестан і ніжний мрійник Евзебій. Обидва вони втілювали риси вдачі самого композитора.
Ідеали Шумана були близькі передовим музикантам XIX століття. Його високо цінували Фелікс Мендельсон, Гектор Берліоз, Ференц Ліст. У Росії творчість Шумана пропагували А. Г. Рубінштейн, П. І. Чайковський, Г. А. Ларош, діячі «Могутньої купки».

## Список творів
| - Варіації на тему «Abegg» - Метелики, ор. 2 - Танці давидсбюндлерів, соч. 6 - Карнавал, ор. 9 - Три сонати: - Соната № 1 фа дієз мінор, ор. 11 - Соната № 3 фа мінор, ор. 14 - Соната № 2 соль мінор, ор. 22 - Фантастичні п'єси, ор. 12 - Симфонічні етюди, ор. 13 - Дитячі сцени, ор. 15 - Крейслеріана, ор. 16 - Фантазія до мажор, ор. 17 - Арабески, ор. 18 - Гумореска, ор. 20 - Новеллетти, ор. 21 - Віденський карнавал, ор. 26 - Нічні п'єси, ор. 23 - Альбом для юнацтва, ор. 68 - Лісові сцени, op. 82 - Веселий селянин. - Концерт для фортепіано з оркестром ля мінор, ор. 54 - Концертштюк для чотирьох валторн і оркестра, op. 86 - Інтродукція і Allegro Appassionato для фортепіано з оркестром, op. 92 - Концерт для віолончелі з оркестром, op. 129 - Концерт для скрипки з оркестром, 1853 - Інтродукція і Allegro для фортепіано з оркестром, op. 134 | - «Коло пісень», ор. 35 (сл. Генріха Гейне, 9 пісень) - «Мірти», ор. 25 (на вірші різн. поетів, 26 пісень) - «Коло пісень», ор. 39 (сл. Йозефа фон Ейхендорфа, 20 пісень) - «Любов і життя жінки», ор. 42 (сл. Адельберта фон Шаміссо, 8 пісень) - «Любов поета», ор. 48 (сл. Гейне, 16 пісень) - «Сім пісень. Пам'яті поетеси Єлизавети Кульман», ор. 104 (1851) - «Стихотворения королевы Марии Стюарт», ор. 135, 5 пісень (1852) - «Геновева». Опера (1848) - Три струнних квартети - Фортепіанний квинтет мі бемоль мажор, соч. 44 - Фортепіанний квартет мі бемоль мажор, соч. 47 - Симфонія № 1 сі бемоль мажор (відома як «Весняна»), ор. 38 - Симфонія № 2 до мажор, ор. 61 - Симфонія № 3 мі бемоль мажор «Рейнська», ор. 97 - Симфонія № 4 ре мінор, ор. 120 - Увертюра до трагедії «Манфред» (1848) - Увертюра «Мессінська наречена» |

### Вокальні твори перекладені українською
Переклади Дмитра Ревуцького:
- «Не сержусь я» (Ich Grolle nicht)[5]
- «У сні я тяжко плакав…» (Ich hab' im Traum geweinet)[6]

Переклади Юрія Отрошенка:
- «Вві сні я тяжко плакав» (Ich hab' im Traum geweinet)
- «Не серджусь, ні!» (Ich Grolle nicht)